# Индиански бегач
„Индиански бегач“ (на английски: The Indian Runner) е американски филм от 1991 година, драма на режисьора Шон Пен по негов собствен сценарий.

## Сюжет
Внимание:  Текстът по-долу разкрива сюжета на произведението (или части от него)!
Историята, развиваща се през 60-те години на миналия век в Небраска, включва двама много различни братя: заместник-шерифа на малкия град Джо и престъпника Франк Робъртс.
Преди събитията във филма Джо се е опитвал да се занимава със земеделие, за да изкарва прехраната си, но не успява да свърже двата края и банката в крайна сметка запорира имота му. Той стана заместник-шериф като начин да издържа младата си съпруга Мария и детето си. Джо е добър, съвестен човек, но има свои демони, с които да се бори. Началният кадър на филма показва преследване с кола, което завършва с това, че Джо използва пистолета си, за да убие човек при самозащита. Това води до противоречиви чувства на Джо относно убийството на престъпника, както и до похвалите и пренебрежението от членовете на неговата общност от тази стрелба. Франк, който е бил замесен в сблъсъци със закона преди да отиде във Виетнам, е описан от баща си като измъчван от "безпокойство". При завръщането си в града той нахлува в дома на брат си и едва не е застрелян от съпругата на Джо. На следващия ден Франк напуска града, без изобщо да се отбие в дома на родителите си. Както Джо заявява в повествованието, Франк е бил прав в преценката си, че родителите му ще разберат, както винаги изглежда, когато наранява онези, които го обичат.
Джо не се чува с брат си известно време, но накрая разбира от баща им, че е в затвора в друг щат. Бе премълчал информацията, за да не разстрои майка им. След това Франк е освободен от затвора и се връща в родния си град с бременната си приятелка Дороти. Майката на Джо и Франк умира, а баща им се самоубива скоро след това. Франк се опитва да се установи и работи в строителството, но продължава да има проблеми със закона, което го поставя в конфликт с Джо. Когато идва моментът съпругата на Франк да роди, Франк е в бар и го „изпива“, което предизвиква конфронтация с Джо. След като Джо си тръгва, Франк бие бармана до смърт със стол и напуска града с Джо на опашката му. Филмът завършва с това, че Джо позволява на Франк да избяга през държавната граница.

## Актьорски състав
| Актьор           | Роля                                         |
| ---------------- | -------------------------------------------- |
| Дейвид Морз      | Джо Робъртс – полицай                        |
| Тревър Ендикот   | 12-годишния Джо Робъртс                      |
| Виго Мортенсен   | Франк Робъртс – бивш престъпник, брат на Джо |
| Брандън Флек     | 7-годишния Джо Робъртс                       |
| Валерия Голино   | Мария Робъртс – съпругата на Джо             |
| Патриша Аркет    | Дороти – приятелката на Франк                |
| Чарлс Бронсън    | Г-н Робъртс – братя баща                     |
| Санди Денис      | госпожа Робъртс – братя мама                 |
| Денис Хопър      | барман Цезар                                 |
| Джордан Роудс    | Рандал                                       |
| Бенисио дел Торо | Мигел                                        |